# Oulchy-le-Château
Oulchy-le-Château és un municipi francès situat al departament de l'Aisne i a la regió dels Alts de França. L'any 2007 tenia 853 habitants.

## Demografia

### Població
El 2007 la població de fet d'Oulchy-le-Château era de 853 persones. Hi havia 321 famílies de les quals 90 eren unipersonals (53 homes vivint sols i 37 dones vivint soles), 93 parelles sense fills, 106 parelles amb fills i 32 famílies monoparentals amb fills.
La població ha evolucionat segons el següent gràfic:
Habitants censats

### Habitatges
El 2007 hi havia 387 habitatges, 328 eren l'habitatge principal de la família, 19 eren segones residències i 41 estaven desocupats. 327 eren cases i 56 eren apartaments. Dels 328 habitatges principals, 214 estaven ocupats pels seus propietaris, 108 estaven llogats i ocupats pels llogaters i 6 estaven cedits a títol gratuït; 1 tenia una cambra, 32 en tenien dues, 52 en tenien tres, 82 en tenien quatre i 160 en tenien cinc o més. 194 habitatges disposaven pel capbaix d'una plaça de pàrquing. A 172 habitatges hi havia un automòbil i a 117 n'hi havia dos o més.

### Piràmide de població
La piràmide de població per edats i sexe el 2009 era:
| Homes | Edats   | Dones |
| ----- | ------- | ----- |
| 4     | 95 o +  | 0     |
| 0     | 90 a 94 | 8     |
| 4     | 85 a 89 | 4     |
| 8     | 80 a 84 | 8     |
| 12    | 75 a 79 | 12    |
| 24    | 70 a 74 | 24    |
| 28    | 65 a 69 | 24    |
| 16    | 60 a 64 | 28    |
| 32    | 55 a 59 | 8     |
| 24    | 50 a 54 | 28    |
| 28    | 45 a 49 | 32    |
| 24    | 40 a 44 | 28    |
| 36    | 35 a 39 | 36    |
| 28    | 30 a 34 | 20    |
| 24    | 25 a 29 | 24    |
| 12    | 20 a 24 | 12    |
| 36    | 15 a 19 | 44    |
| 32    | 10 a 14 | 32    |
| 40    | 5 a 9   | 28    |
| 24    | 0 a 4   | 16    |

## Economia
El 2007 la població en edat de treballar era de 533 persones, 362 eren actives i 171 eren inactives. De les 362 persones actives 310 estaven ocupades (170 homes i 140 dones) i 52 estaven aturades (32 homes i 20 dones). De les 171 persones inactives 56 estaven jubilades, 46 estaven estudiant i 69 estaven classificades com a «altres inactius».

### Ingressos
El 2009 a Oulchy-le-Château hi havia 318 unitats fiscals que integraven 807 persones, la mediana anual d'ingressos fiscals per persona era de 15.351 €.

### Activitats econòmiques
Dels 38 establiments que hi havia el 2007, 1 era d'una empresa alimentària, 1 d'una empresa de fabricació d'elements pel transport, 2 d'empreses de fabricació d'altres productes industrials, 8 d'empreses de construcció, 8 d'empreses de comerç i reparació d'automòbils, 5 d'empreses de transport, 2 d'empreses d'informació i comunicació, 2 d'empreses immobiliàries, 2 d'empreses de serveis, 4 d'entitats de l'administració pública i 3 d'empreses classificades com a «altres activitats de serveis».
Dels 13 establiments de servei als particulars que hi havia el 2009, 1 era una gendarmeria, 1 oficina de correu, 1 taller de reparació d'automòbils i de material agrícola, 1 paleta, 1 fusteria, 3 lampisteries, 2 electricistes, 2 perruqueries i 1 agència immobiliària.
Dels 4 establiments comercials que hi havia el 2009, 1 era una botiga de més de 120 m², 1 una botiga de menys de 120 m², 1 una fleca i 1 una joieria.
L'any 2000 a Oulchy-le-Château hi havia 9 explotacions agrícoles.

## Equipaments sanitaris i escolars
L'únic equipament sanitari que hi havia el 2009 era una farmàcia.
El 2009 hi havia una escola elemental.

## Poblacions més properes
El següent diagrama mostra les poblacions més properes.